# Wiktor Smilgin
Wiktor Eduardowicz Smilgin, ros. Виктор Эдуардович Смильгин (ur. 24 października 1971 w Leningradzie) – rosyjski inżynier i samorządowiec, od 2007 prezydent miasta Sowieck. 

## Życiorys
Ukończył studia w Leningradzkim Instytucie Rolniczym, po czym pracował w wydziale rolniczym administracji w Sowiecku. W wyborach z marca 2006 uzyskał mandat radnego Rady Obwodowej w Królewcu z okręgu jednomandatowego Tylża, gdzie zasiadł we frakcji Sojuszu Sił Prawicowych. W wyborach samorządowych z 2 grudnia 2007 został wybrany prezydentem Sowiecka większością 74% głosów. Zrzekł się mandatu deputowanego do Rady Obwodu w Królewcu. Do wykonywania swoich obowiązków przystąpił 24 grudnia 2007.